# Гропиус, Вальтер
Вальтер Адольф Георг Гропиус (нем. Walter Adolph Georg Gropius, 18 мая 1883, Берлин — 5 июля 1969, Бостон, Массачусетс, США) — немецкий архитектор, один из основателей и директор Баухауса, теоретик архитектуры функционализма и дизайна, выдающийся художник-педагог. Наряду с Людвигом Мис ван дер Роэ, Фрэнком Ллойдом Райтом и Ле Корбюзье является одним из главных представителей Интернационального стиля. Кавалер Золотой медали Американского института архитектуры (1959).

## Биография

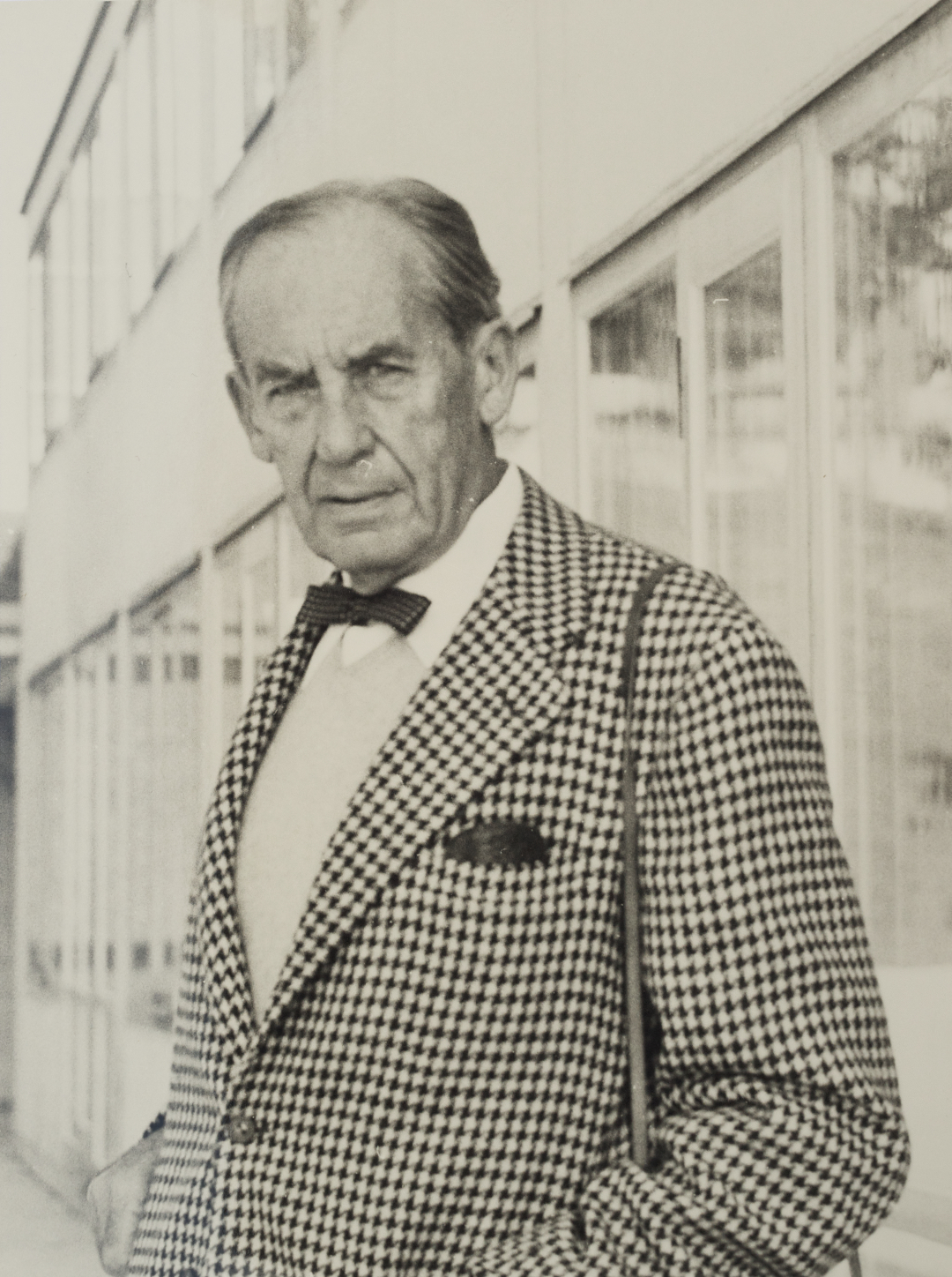
Вальтер Гропиус в 1955 г.

Родившийся в Берлине, Вальтер Гропиус был третьим ребёнком Вальтера Адольфа Гропиуса, тайного советника по строительству Германской империи, и Манон Аугусты Паулины Шарнвебер (1855—1933), дочери прусского политика Георга Шарнвебера (1816—1894). Двоюродный дед Вальтера — Мартин Гропиус (1824—1880) был архитектором Музея художественных ремёсел (Kunstgewerbemuseum) в Берлине и последователем Карла Фридриха Шинкеля, с которым дед Вальтера Гропиуса, Карл Гропиус, делил квартиру, будучи холостяком в Берлине.
В 1903 году Вальтер Гропиус начал изучать архитектуру в Мюнхенском техническом университете, а с 1906 года продолжил обучение в Берлинском техническом университете, но бросил учёбу в 1908 году, так и не получив диплома. По его собственному признанию, его особенно тяготили требования к рисованию, и с самого начала он зависел от поддержки помощников.
В 1910 году Вальтер Гропиус познакомился с Альмой Малер (1879—1964), женой композитора Густава Малера, и завязал с ней внебрачную связь. В 1915 году — через четыре года после смерти Густава Малера — они поженились. Дочь Вальтера и Альмы, названная Манон в честь матери Вальтера, родилась в 1916 году. Когда Манон умерла от полиомиелита в возрасте 18 лет в 1935 году, композитор Альбан Берг в память о ней написал Скрипичный концерт (он подписан «Памяти ангела»). Гропиус и Малер развелись в 1920 году.
16 октября 1923 года Вальтер Гропиус женился на Ильзе Франк, известной как Изе; они оставались вместе до его смерти в 1969 году. Супруги удочерили Беату Франк, известную как Ати, осиротевшую дочь сестры Изе Герты. Изе Гропиус умерла 9 июня 1983 года в Лексингтоне, штат Массачусетс.
Сестра Вальтера Манон Бурхард, урождённая Гропиус, является прабабушкой немецких актрис Мари Бурхард и Беттины Бурхард, а также историка искусства Вольфа Бурхарда.
В 1908 году, после изучения архитектуры в Мюнхене и Берлине в течение четырёх семестров, Гропиус присоединился к работе мастерской Петера Беренса, где трудились и другие известные архитекторы: Людвиг Мис ван дер Роэ и Ле Корбюзье. В 1910 году, после трёх лет работы с Беренсом, Гропиус начал самостоятельную деятельность в качестве дизайнера и архитектора. Как дизайнер он проектирует внутреннее оборудование, обои, серийную мебель, автокузова и корпуса тепловозов. Его первой значительной архитектурной работой стала фабрика Фагуса в Альфельде, которую он проектировал вместе с Адольфом Мейером. Это здание оказалось отправной точкой в его архитектурной деятельности, считается ключевым образцом архитектуры раннего модернизма. В 1920-е годы это направление в архитектуре было определено понятием «Новое строительство» (Neues Bauen) и «Новая вещественность» («Neue Sachlichkeit»).
В 1913 году Гропиус получил заказ на проектирование вагона для Прусского локомотивного завода в Кёнигсберге. Этот локомотив был уникальным и первым в своем роде в Германии и, возможно, в Европе. Для выставки Немецкого союза ремесленных предприятий (Deutsches Werkbund), проходившей в 1914 году в Кёльне, Гропиус с Мейером вместе возвели «Образцовую фабрику» (Musterfabrik), которая позднее также оказала значительное влияние на современную архитектуру. Особенностью этого строения являются круглые застеклённые башни лестниц, которые уже в 1920-х годах, стали популярным элементом построек универсальных магазинов Эриха Мендельсона.
В 1913 году Гропиус опубликовал статью о «Развитии промышленных зданий», в которую было включено около дюжины фотографий фабрик и элеваторов в Северной Америке. Эта статья оказала большое влияние на других европейских модернистов, включая Ле Корбюзье и Эриха Мендельсона. Долгие годы Гропиуса связывали дружеские отношения с Феликсом Ауэрбахом, профессором физики в Йенском университете, где он спроектировал и построил для четы Ауэрбах жилой дом.
Карьера Гропиуса была прервана началом Первой мировой войны в 1914 году. Он был призван в армию в августе 1914 года и служил старшиной на Западном фронте (был ранен и едва не убит), а затем лейтенантом в корпусе связи. Гропиус был дважды награждён Железным крестом.
Каждый предмет должен до конца отвечать своей цели, то есть выполнять свои практические функции, быть удобным, дешевым и красивым.Вальтер Гропиус 

### Основание Баухауса
После Первой мировой войны Гропиус стал одним из основателей и создателей концепции новой художественно-промышленной школы Баухаус. Школа Баухаус (Государственный дом строительства) была образована в Веймаре в 1919 году в результате объединения Саксонско-Веймарской Высшей школы изобразительных искусств и основанной Анри ван де Велде Саксонско-Веймарской школы прикладного искусства. Будучи инициатором создания нового учебного заведения, на должность руководителя Анри ван де Велде предложил кандидатуру молодого берлинского архитектора Вальтера Гропиуса. Гропиус занял должность директора сначала, до 1926 года, в Веймаре, и позднее после переезда в Дессау. В 1928 году он передал должность директора швейцарскому архитектору Ханнесу Майеру, который был убеждённым марксистом и способствовал возникновению социалистического кружка среди студентов Баухауса. В конце 1930 года Майера сместили с должности, он и несколько студентов эмигрировали из Германии в СССР. До закрытия Баухауса нацистами в 1933 году школой управлял Людвиг Мис ван дер Роэ.
В короткие сроки Баухаус стал не только архитектурной и художественно-промышленной школой, но и творческой лабораторией, идейным центром движения европейского функционализма и концепции «единения искусств» (Gesamtkunstwerk). Процесс создания вещи стал не только прикладным, но и концептуальным актом. Единый процесс формообразования (Gestaltung) объединил конструктивные, изобразительные, художественные и социально-философские аспекты. В разработке научной и учебной программы Баухауса принимал участие архитектор и теоретик немецкого функционализма Отто Бартнинг. Позднее, в 1926—1930 годах, он стал директором новой Высшей строительной школы в Веймаре. В 1951 году Бартнинг возглавил Союз немецких архитекторов.
С 1926 года Гропиус интенсивно занимался жилищным строительством, решением градостроительных и социальных проблем, выступал за рационализацию и индустриализацию массового строительства. Он выполнял многочисленные проекты жилых домов: посёлок Дессау-Тёртен (в 1926—1931), Даммершток (1928—1929), жилой квартал в берлинском районе Сименсштадт (1929—1930) и проект «Береговая застройка озера Ванзе» в Берлине (1930—1931).
В 1934 году после нападок национал-социалистов на Баухаус, называвших его «церковью марксизма», Гропиус эмигрировал в Великобританию, а в 1937 году переехал в Кембридж в США, где работал профессором архитектуры в «Graduate School of Design» Гарвардского университета.
В 1946 году Гропиус основал в США группу «The Architects Collaborative, Inc.» (TAC). Результат работы этой группы — Образовательный центр Гарвардского университета в Кембридже (Graduate Center der Harvard University in Cambridge) (1949—1950-е); среди гарвардских учеников Гропиуса был знаменитый архитектор китайского происхождения Ио Мин Пей, строитель стеклянной пирамиды Лувра.
В последние годы жизни Гропиус вернулся в Западный Берлин, где в 1957 году в рамках строительной выставки «Интербау» (нем. Interbau) проектировал девятиэтажный жилой квартал в районе Ганзафиртель. Вогнутый южный фасад и открытый первый этаж этого здания считается типичным примером так называемого позднего модерна. В 1963 году Гропиус был удостоен звания почётного доктора Свободного университета Берлина.
Выдающийся архитектор скончался 5 июля 1969 года в Бостоне, США.

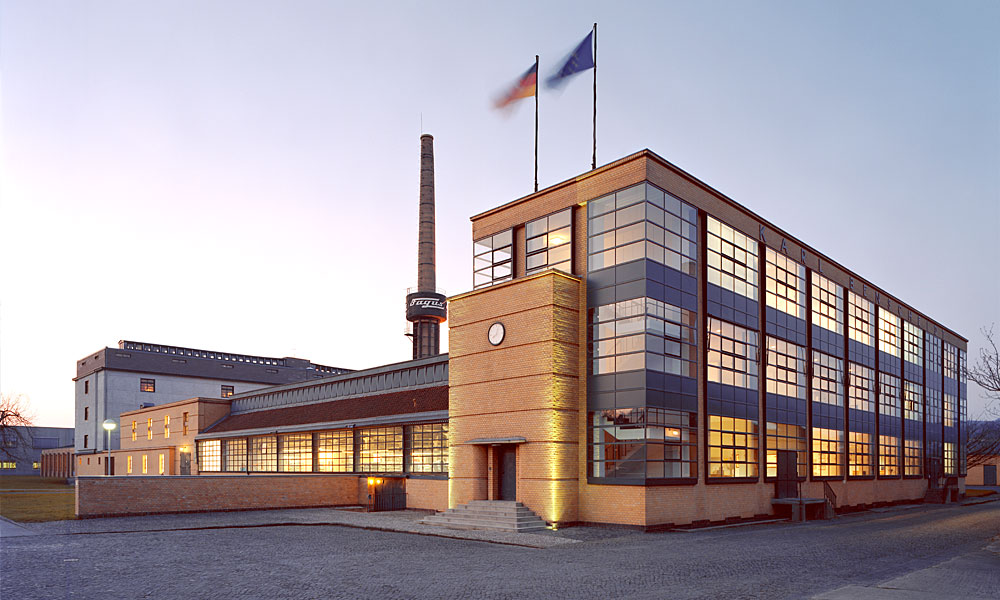
Здание обувной фабрики «Фагус», Альфельд (совместно с А. Мейером). 1910—1911, 1924—1925
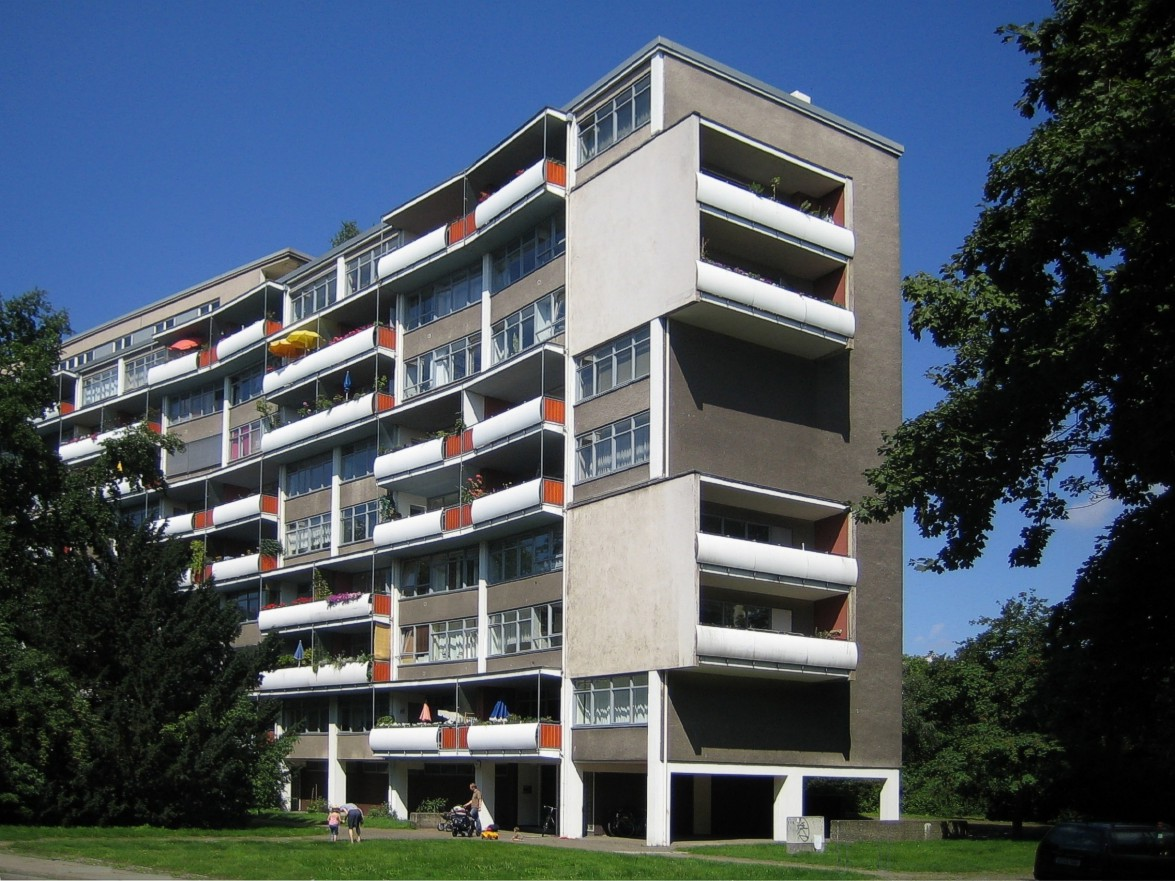
Жилой дом в Ганзафиртель, Берлин. 1950-е годы
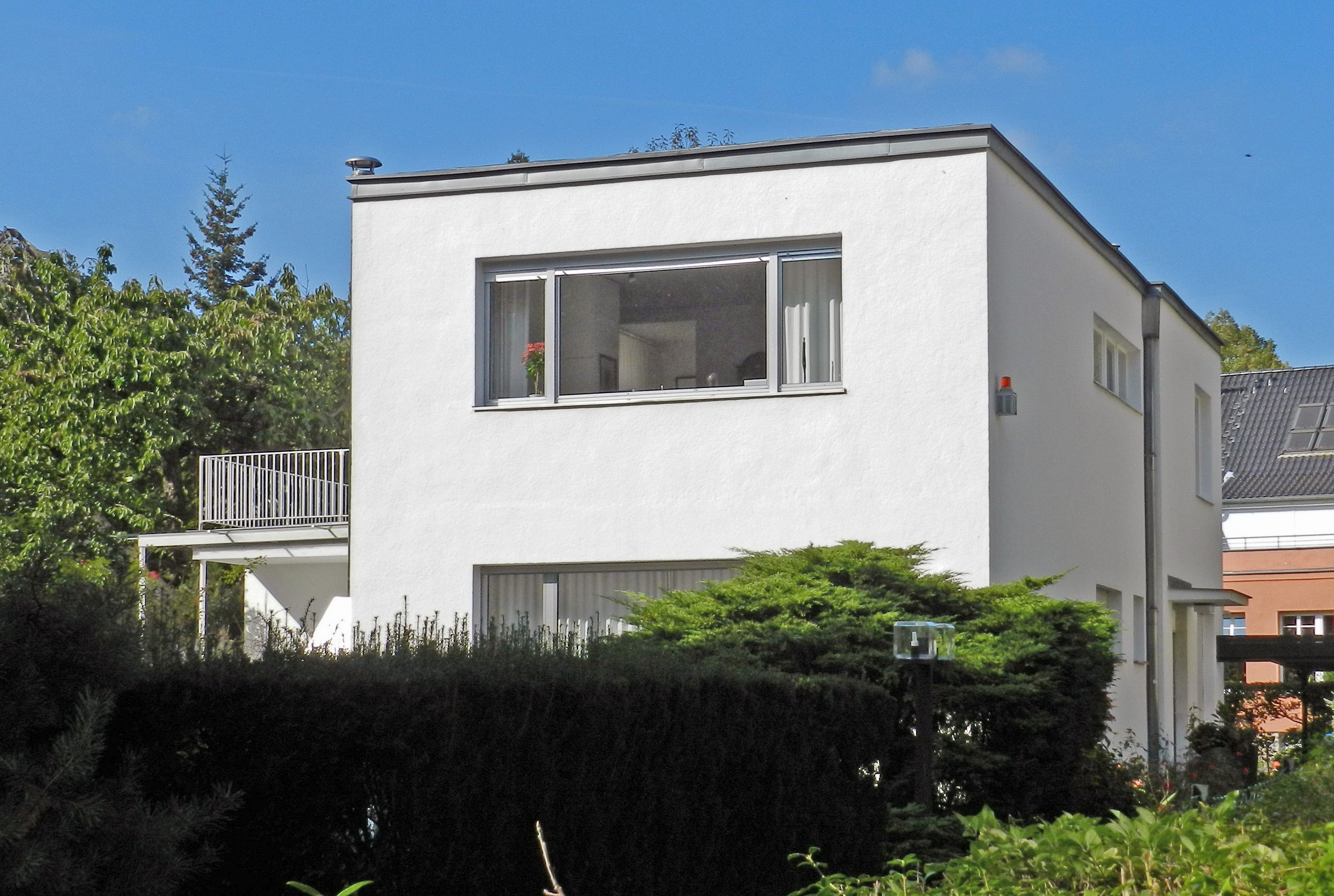
Дом на одну семью. Эрленбуш
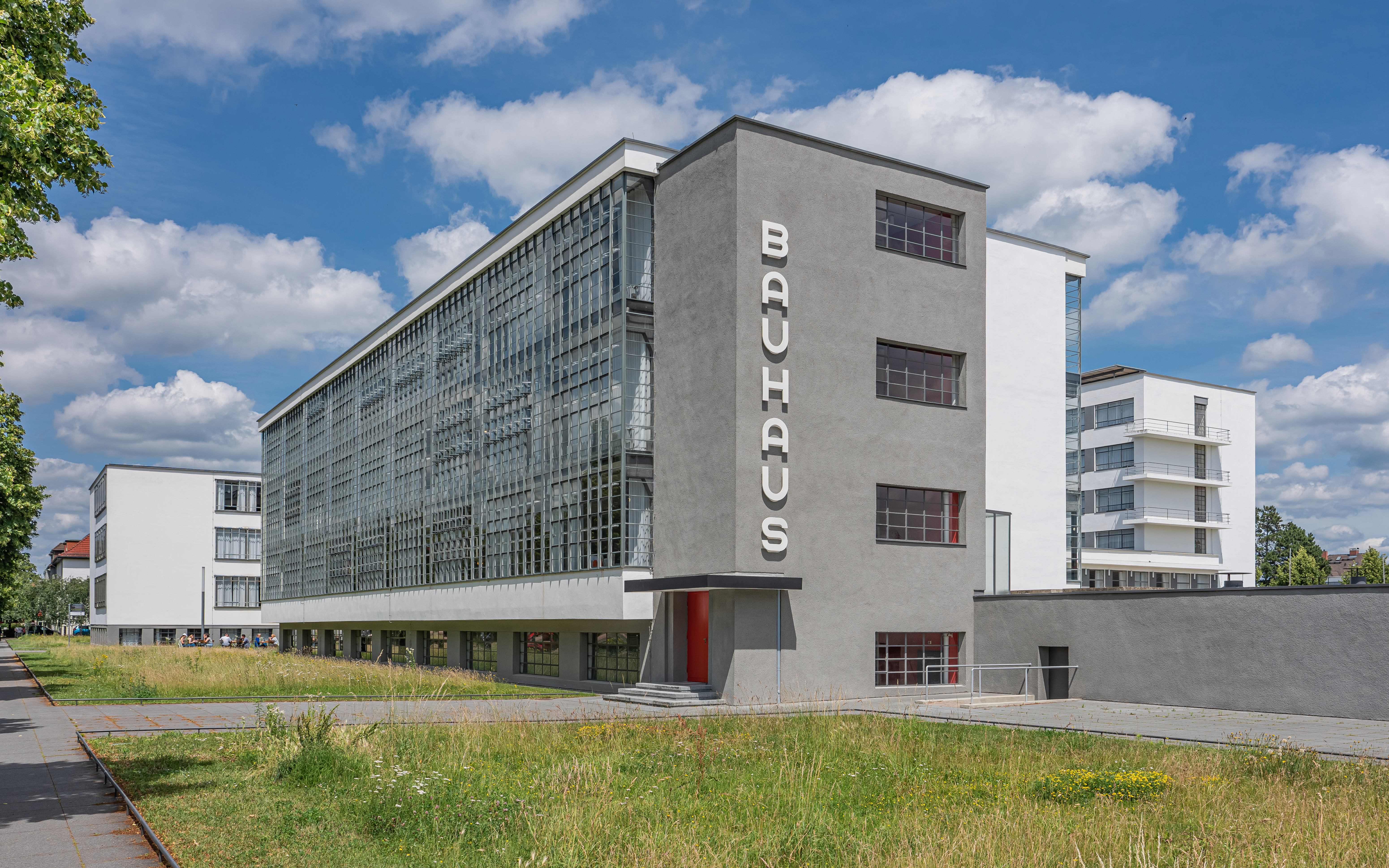
Административное здание Баухаус. Ок. 1925. Дессау
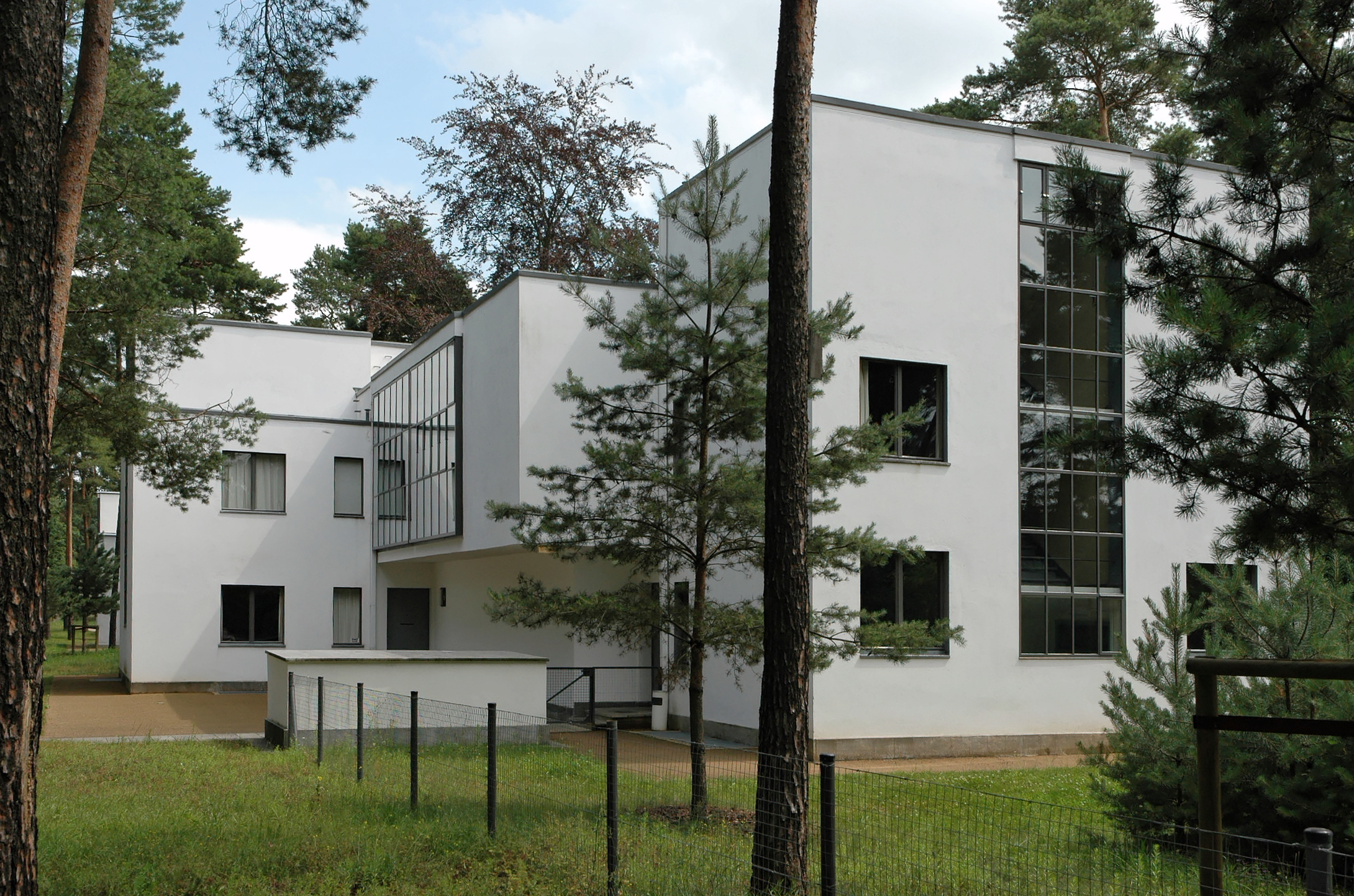
«Дома мастеров». Баухаус-Дессау
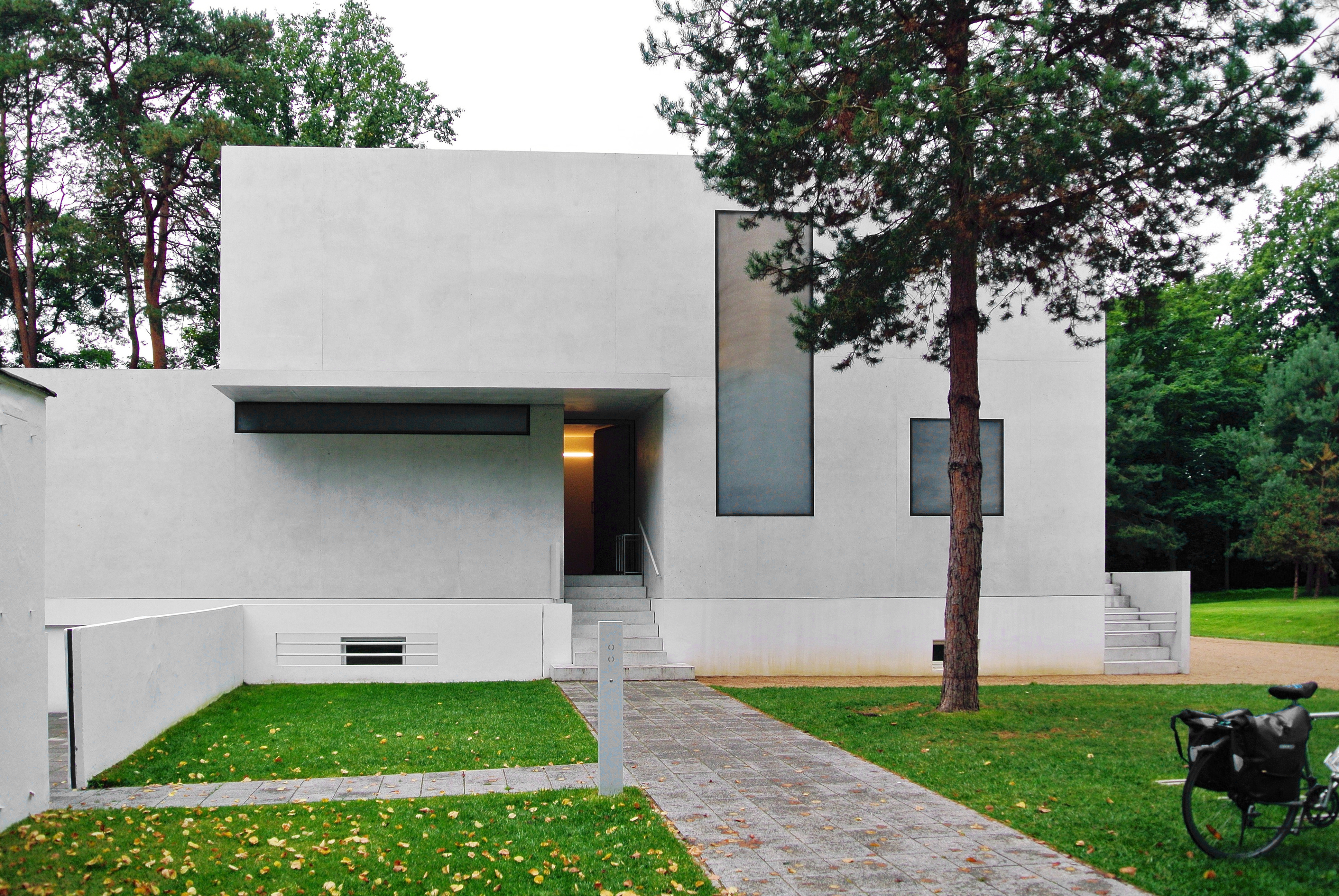
Дом в Дессау. Реконструкция 2014 г.
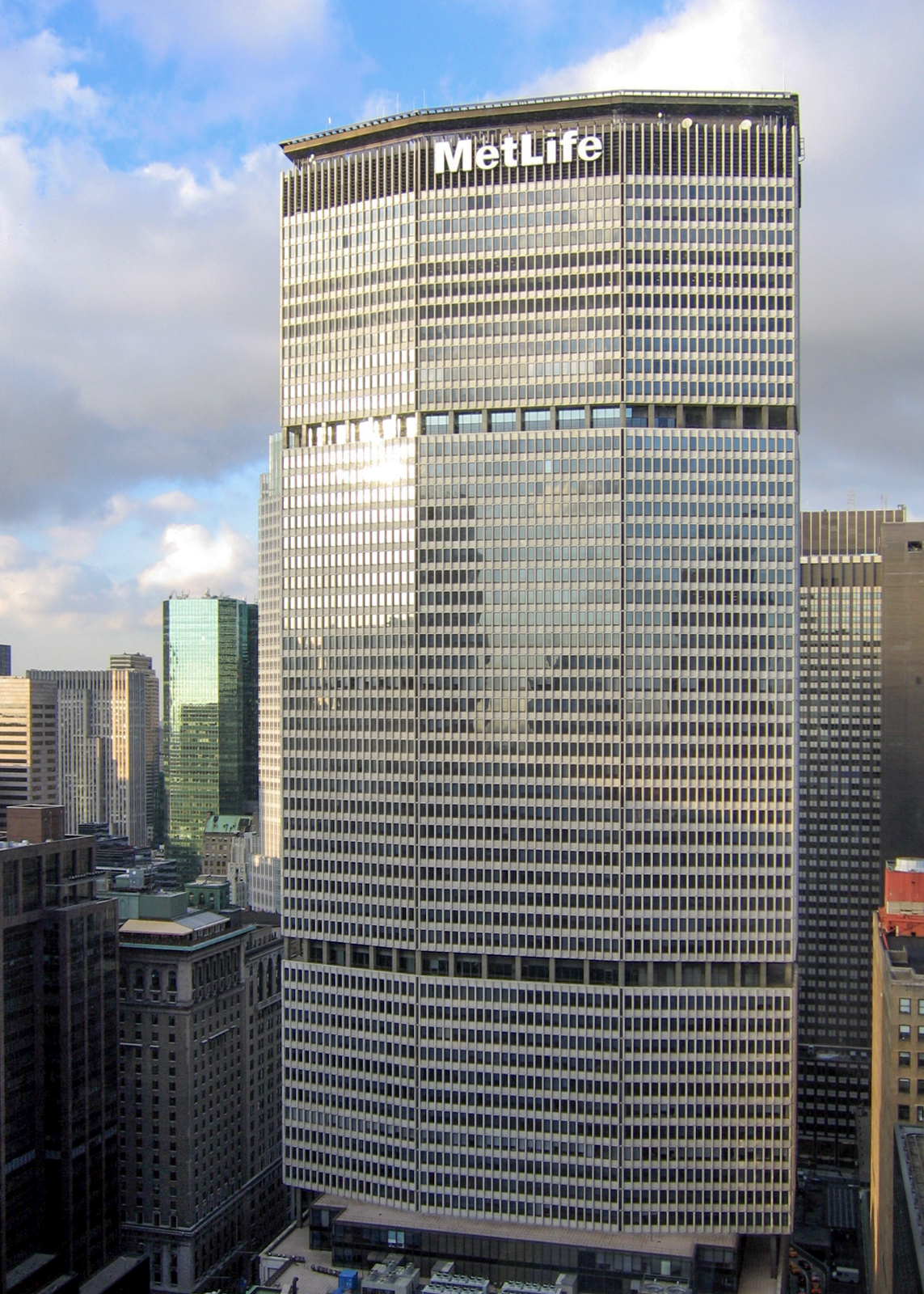
Метлайф-Билдинг. 1960—1963. Нью-Йорк
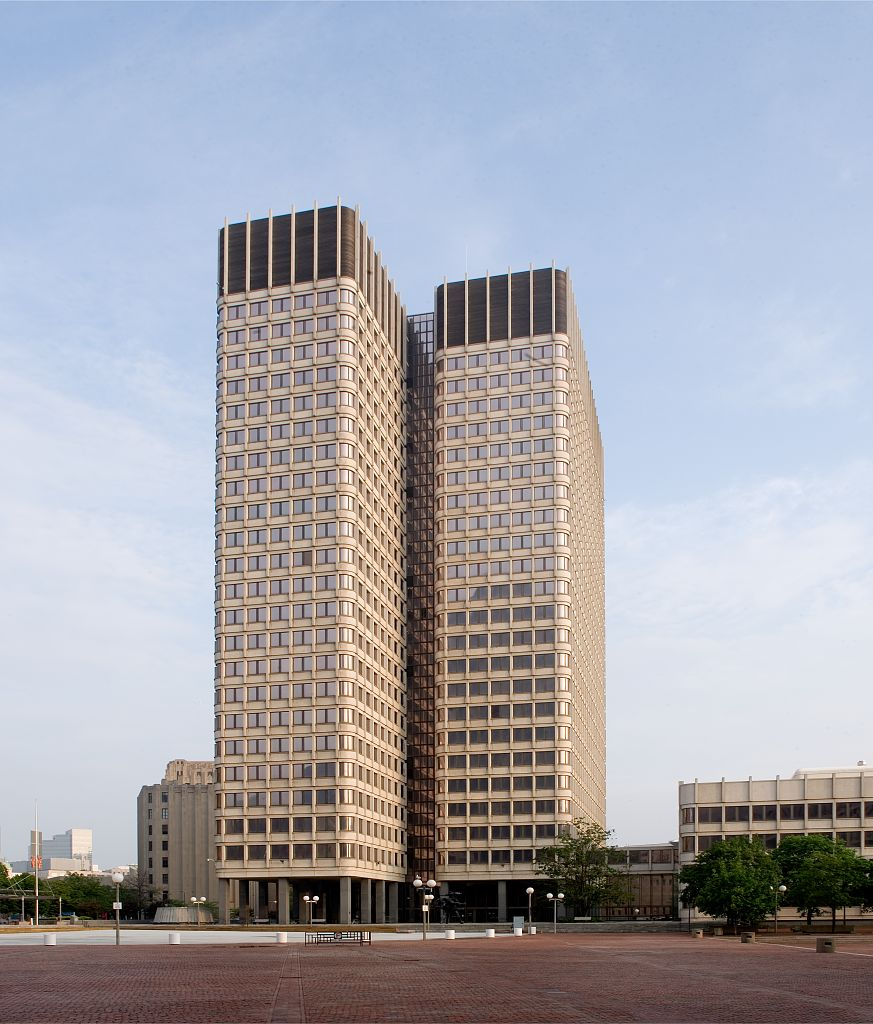
Федеральные здания Дж. Ф. Кеннеди. 1963—1966. Бостон, Массачусетс
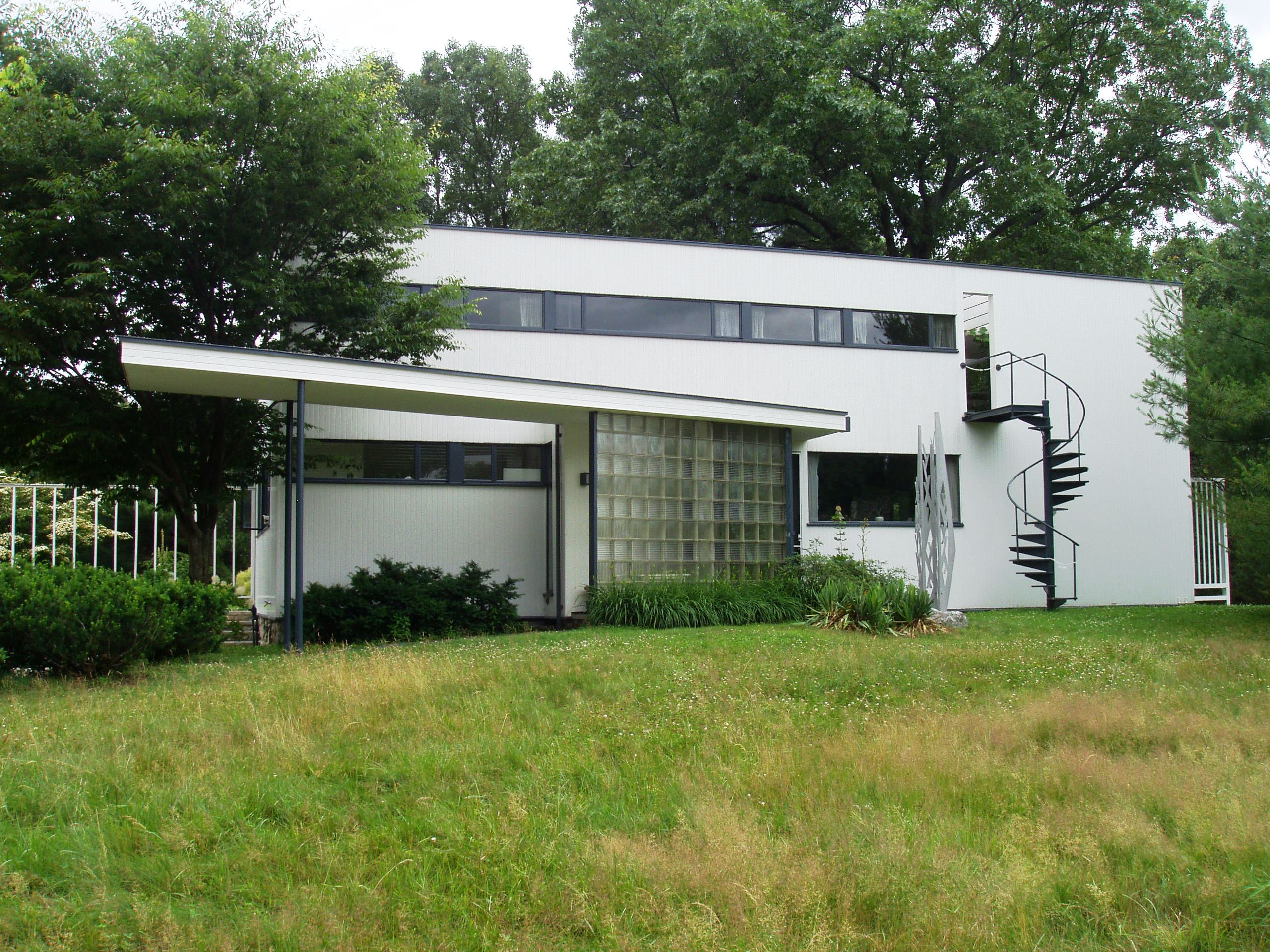
Дом Гропиуса в Линкольне, Массачусетс
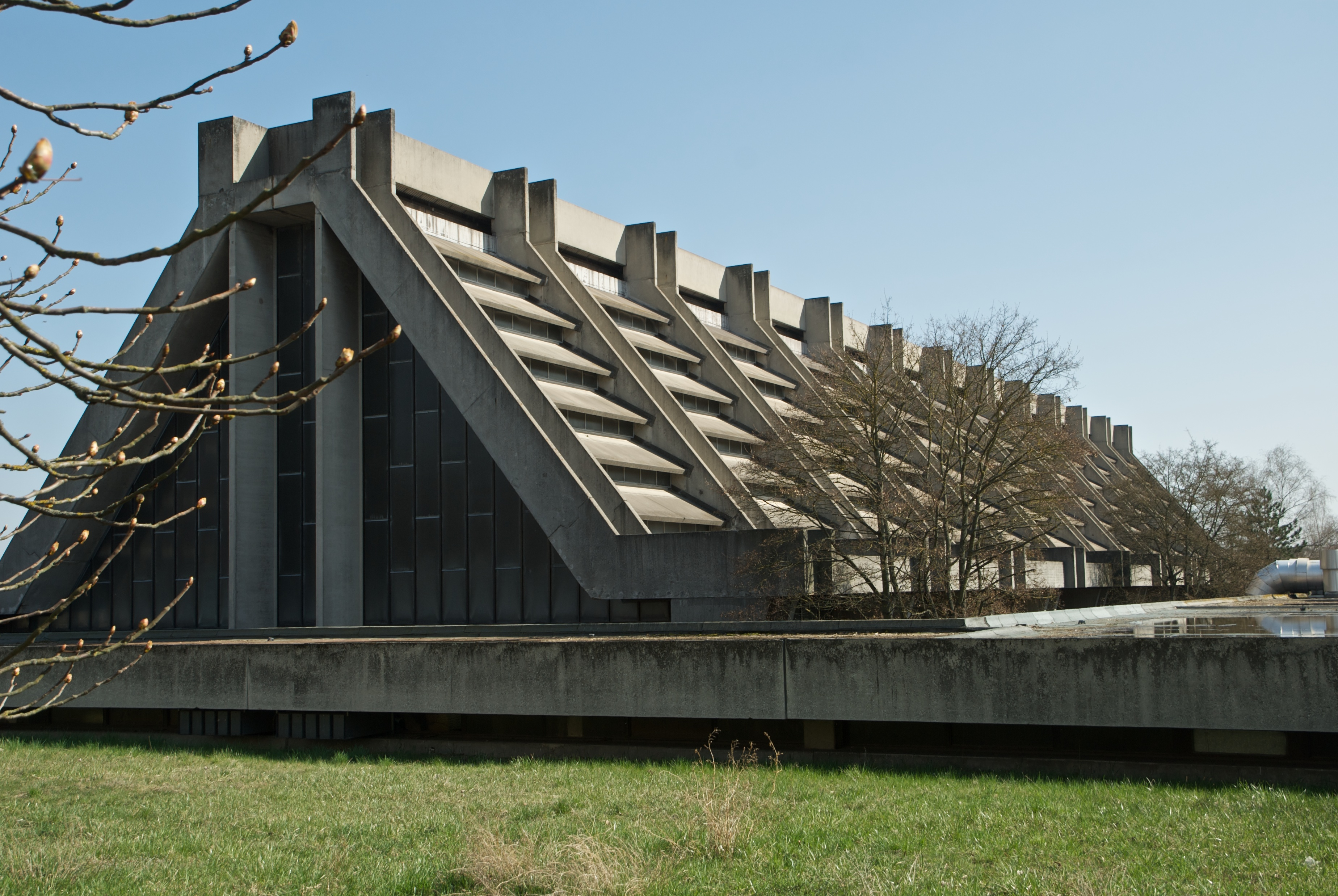
Rosenthal-Amberg. Здание стекольного завода в Амберге, Германия. 1967—1970

## Проекты
- Фабрика Фагус, Альфельд (совместно с А. Мейером), 1910—1911, 1924—1925
- Оформление павильона немецкого Веркбунда на Всемирной выставке в Генте (Бельгия); золотая медаль выставки, 1913
- Проект выставочного помещения Объединённых мастерских по изобразительному и прикладному искусству (Берлин), 1913
- Проекты оформления спальных железнодорожных вагонов нового типа, выпускаемых на заводах Кёнигсберга, и легковых автомобилей для автомобильной фирмы в Кёльне, 1913
- Проекты жилых и фабричных зданий в Виттенберге, Франкфурте-на-Майне, Позене, Вене, Берлине и Померании (всё в соавторстве с А. Мейером), 1913
- Административно-фабричный корпус и зал для машин «Образцовой фабрики» для выставки Немецкого союза ремесленных предприятий в Кёльне (в соавторстве с А. Мейером), 1914
- Фабричные, торговые и общественные сооружения в Померании, 1914
- Дом Баумфельда в Берлине (проект в соавторстве с А. Мейером; строительство совместно с учениками Баухауса), 1919
- Памятник жертвам Капповского путча в Веймаре, 1921
- Конкурсный проект здания обувной фабрики в Эрфурте (в соавторстве с А. Мейером; вторая премия), 1921
- Корпус завода сельскохозяйственной техники «Gebr. Kappe & Co.», Альфельд, 1922—1924
- Жилой дом профессора доктора Феликса Ауэрбаха, Йена, 1924
- Здание муниципального театра в Йене, ряд жилых домов в Йене, Тюрингии, Берлине, Альфельде, 1923—1924
- Проект здания редакции «Чикаго трибюн» (в соавторстве с А. Мейером), 1923—1924
- Здание Баухауса в Дессау (проект в соавторстве с А. Мейером; строительство совместно с учениками Баухауса), 1925—1926
- Преподавательский корпус («Дом мастеров» — «Meisterhäuser») Баухауса в Дессау, 1925—1926
- Оформление выставки немецкого Веркбунда в Стокгольме, 1926
- Жилой посёлок Тёртен в Дессау, 1926—1928
- Проект здания «Тотального театра» для Берлина в соответствии с идеями Э. Пискатора, 1927
- два здания в выставочном жилом посёлке «Вайсенхоф» в Штутгарте, 1927
- Дом Терезы Цукеркандль (Therese Zuckerkandl), Йена, 1927—1929
- Поселение Dammerstock в Карлсруэ (совместно с Отто Хеслером), 1928—1929
- Проектирование рядовой застройки жилыми домами в районе Сименсштадт под Берлином, 1929—1930
- Оформление павильона немецкого Веркбунда в Париже, 1929—1930
- Проект оформления легкового автомобиля «Адлер», 1929—1930
- Конкурсные проекты зданий театра для Харькова и Дворца Советов для Москвы, 1930
- Частная архитектурная практика в Лондоне (в соавторстве с М. Фрайем), 1934—1937
- Собственный дом в Линкольне, Массачусетс, 1937
- Packaged House System zusammen mit Konrad Wachsmann (Lincoln (Massachusetts, USA)), 1941—1943
- Корпус для аспирантов в Гарвардском университете (в соавторстве с Брауном, Лайфордом и Фробесом), 1948—1950
- ряд проектов мебели для австрийской фирмы «Тонет», 1950
- Проекты зданий «Бостон-центра» в Бостоне и офиса МакКормик в Чикаго, 1953
- Wohnhaus Stichweh, Hannover, 1952—1953
- Проекты зданий начальных школ для штата Массачусетс, 1954—1959
- 9-и этажный жилой дом для выставки «Интербау» в Западном Берлине (совместно с «ТАС» и В. Эбертом)
- Проектирование и строительство комплекса Багдадского университета (совместно с «ТАС» и Р. МакМилланом), 1957
- Небоскреб Пан-Америкэн в Нью-Йорке, 1957—59
- Planung der Gropiusstadt im damaligen West-Berlin, с 1960 (позже изменено)
- Здание посольства США в Афинах, 1956—1961
- Проект здания «Монико» на площади Пикадилли в Лондоне, 1961
- Фарфоровый завод Розенталь (нем. Porzellanfabrik Rosenthal) в Ротбюль, Сельбе, 1965
- Стекольный завод в Амберге[нем.] или «Стеклянный собор» (нем. «Glaskathedrale») (официально: Thomas Glaswerk), 1968
- Отели Porto Carras Meliton and Sithonia, спроектированы в 1967-68 гг. для курорта Porto Carras Grand Resort, Греция, п-ов Халкидики. Строительство велось после смерти Гропиуса его учеником; начато в 1973, завершено в 1979—1980 годы.

### Теоретические работы
- Гропиус В. Границы архитектуры (серия: Проблемы материально-художественной культуры). — под ред. В. И. Тасалова. — М.: Искусство, 1971. — 286 с.
- Gropius W. The New Architecture and the Bauhaus, London, Faber and Faber, 1935. — 112 p.
- Gropius W. Scope of Total Architecture. New York. Harper and Bros, 1955. — 155 p.